# سانتا روزا دو پوروس
سانتا روزا دو پوروس (به پرتغالی: Santa Rosa do Purus) یکی از شهرستان های برزیل است که در اکری واقع شده‌است.

## خصوصیات
سانتا روزا دو پوروس ۵٬۹۸۱ کیلومترمربع مساحت و ۳٬۹۴۸ نفر جمعیت دارد.